# Stefan Scheider
Stefan Scheider (* 16. Januar 1962 in Regensburg) ist ein deutscher Journalist und Moderator des Bayerischen Fernsehens. Er moderiert unter anderem seit 1999 die Hauptausgabe der Nachrichtensendung Rundschau und den ARD-Brennpunkt.

## Leben und Wirken
Die Familie Scheider zog während Stefans Kindheit von Regensburg nach Hamburg um, dort wurde er eingeschult. In Sigmaringen besuchte er zunächst ein Gymnasium, sein Abitur legte er 1982 am Gymnasium Unterhaching bei München ab. Nach dem Wehrdienst in der Mediengruppe der Bundeswehr studierte Stefan Scheider von 1985 bis 1990 an der Ludwig-Maximilians-Universität in München Kommunikationswissenschaft, Politologie und Soziologie. Nach dem Studium begann 1990 seine Karriere beim Bayerischen Rundfunk zunächst als journalistischer Mitarbeiter im aktuellen Bereich, später etablierte er sich im BR und in der ARD als Moderator. 
Der Politikjournalist war von 1993 bis 1996 BR-Landtagskorrespondent, von 1996 bis 1999 moderierte er die Rundschau-Nacht. Seit 1999 moderiert er regelmäßig die Hauptausgabe der Rundschau (seit 2022 BR24) und bis Ende 2017 das ARD-Mittagsmagazin. Auch die Sondersendungen ARD-Brennpunkt und BR extra wurden mehrmals von Scheider moderiert.
Scheider ist verheiratet und lebt in Gmund am Tegernsee.